# Hrabstwo Sullivan (Missouri)
Hrabstwo Sullivan (ang. Sullivan County) – hrabstwo w północnej części stanu Missouri w Stanach Zjednoczonych. Obszar całkowity hrabstwa obejmuje powierzchnię 651,43 mil2 (1 687 km²). Według danych z 2010 r. hrabstwo miało 6714 mieszkańców. Hrabstwo powstało formalnie 14 lutego 1845 roku i nosi imię Johna Sullivana – generała Armii Kontynentalnej w wojnie o niepodległość Stanów Zjednoczonych.

## Sąsiednie hrabstwa
- Hrabstwo Putnam (północ)
- Hrabstwo Adair (wschód)
- Hrabstwo Linn (południe)
- Hrabstwo Grundy (południowy zachód)
- Hrabstwo Mercer (północny zachód)

## Miasta i miejscowości
- Green City
- Greencastle
- Harris
- Milan
- Newtown

## Wioski
- Humphreys
- Osgood
- Pollock
- Winigan (CDP)